# Margherita Aldobrandeschi
Margherita Aldobrandeschi (ok. 1255 - po 1313) – włoska szlachcianka.
Margherita była córką Figlia di Ildebrando Czerwonego, hrabiego Sovany i Pitigliano. W lutym 1270, wieku piętnastu lub szesnastu lat, poślubiła Guida de Monfort, który zmarł jako więzień w Mesynie w 1292 roku. Bardzo możliwe, że jeszcze w trakcie pobytu męża w więzieniu związała się z Nellem Pannocchieschim, z którym miała zawrzeć sekretne małżeństwo. Ostatecznie porzuciła go w 1290 roku, co nie przerwało korespondencji między kochankami. Przyczyną zerwania były prawdopodobnie zabiegi kardynała Orsiniego, który zamierzał skojarzyć jej małżeństwo ze swoim bratem Orsem. Margherita poślubiła go w 1292 roku. Dzięki wpływom męża skutecznie przeciwdziałała walkom wewnętrznym w Orvieto oraz wpływom wrogich Aldobrandeschim Sieneńczyków. Orso Orsini zmarł w 1295 roku.
Odrzuciła wówczas propozycję zawarcia małżeństwa z Nellem Pannocchieschim, ulegając namowom papieża Bonifacego VIII poślubienia jego bratanka Loffreda Gaetaniego (we wrześniu 1296). Małżeństwo zawarte z pobudek politycznych nie trwało długo. W 1299 roku zostało unieważnione przez Bonifacego VIII pod zrzutem popełnienia przez Margheritę bigamii. W 1299 roku poślubiła swego krewniaka Guida de Santafiora, łącząc w ten sposób dwie gałęzie rodu Aldobrandeschi. Doprowadziło to do otwartej wojny pomiędzy Aldobrandeschimi a Sieną przymierzoną z Bonifacym VIII. Ostatecznie spór zakończyła śmierć Guida w 1302 roku. Na podstawie prawa feudalnego Małgorzata została pozbawiona dóbr na rzecz Gaetanich. Zmuszono ją też do poślubienia Nella Pannoscheschiego, z którym rozeszła się po śmierci Boniffacego VIII w 1303 roku. W 1313 roku powróciła do Orvieto. Przed śmiercią przekazała ostatecznie swoje hrabstwo Benedettowi Gaaetaniemu. Miejsce i data jej śmierci nie zostały odnotowane.